# Kardæsk (våben)
 For alternative betydninger, se Kardæsk. (Se også artikler, som begynder med Kardæsk)
En kardæsk er en cylindrisk blikbeholder, eller blot en sejldugspose, fyldt med jernkugler. Beholderen lades i en kanon i stedet for en kanonkugle eller granat. Når kanonen fyres af, splintres beholderen, og indholdet forlader kanonmundingen som spredehagl. Eksempelvis under 1. Verdenskrig var kardæsker effektive mod soldater og heste på korte afstande.
Blikbeholderen kan fyldes med forhåndenværende ting – det behøver ikke at være kugler. Jernaffald (lokkebrokker), søm, møtrikker, småsten og geværkugler fandt bl.a. anvendelse i Kampene ved Dybbøl, hvor kanonkugler var knappe og dyrere end kardæsker i brugte kiksbeholdere.
På sejlskibe anvendtes kardæsklignende projektiler i form af jernstænger, kroge og kædestumper, der var effektive til at beskadige sejl og rigning.
Navnet kardæsk/kartæske kommer fra det tyske Kartätsche, der stammer fra italiensk; enten fra cartuccia (patron), eller fra cartoccio der betyder kræmmerhus. Begge ord er afledt af carta (papir).
Et drueskud var en færdigpakket kardæsk med et antal jernkugler pakket stramt i en tjæret lærredssæk, så den passede til den pågældende kanons kaliber. Navnet kommer af at kuglernes omrids var synlige igennem stoffet, så kardæsken mindede om en klase druer.
En skråsæk var en aflang lærredspose, fyldt med jernaffald (skrå).